# 吉冨桂子
吉冨 桂子（よしとみ けいこ、1975年4月8日 - ）は、福岡県出身の女子バドミントン元選手、現コーチ。現役時代はルネサス セミコンダクタ九州・山口（ルネサスSKY）所属。身長165cm、体重58kg。四條畷学園女子短期大学卒業。
2004年アテネオリンピックバドミントン女子ダブルス日本代表。パートナーは中山智香子。

## 主な戦歴

### 国内での戦歴
- 1998年
  - 全日本社会人大会 ダブルス ベスト4
- 1999年
  - 全日本社会人大会 ミックスダブルス 優勝
- 2000年
  - ランキングサーキット2000.3 ダブルス 5位
  - ランキングサーキット ダブルス 6位
  - 全日本総合選手権大会 ダブルス 準優勝
- 2001年
  - 全日本社会人大会 ダブルス ベスト8
  - 全日本総合選手権大会 ダブルス 優勝
- 2002年
  - ランキングサーキット ダブルス 優勝
  - 全日本社会人大会 ダブルス 優勝,ミックスダブルス ベスト8
  - 全日本総合選手権大会 ダブルス 優勝,ミックスダブルス 準優勝
- 2003年
  - 全日本総合選手権大会 ダブルス ベスト4
- 2004年
  - ランキングサーキット ダブルス ベスト4

### 海外での戦歴
- 2003年
  - スイスオープン ダブルス ベスト8
  - 韓国オープン ダブルス ベスト8
  - 南アフリカ国際 ダブルス 優勝
  - 世界選手権 ダブルス ベスト8
  - シンガポールオープン ダブルス ベスト8
  - インドネシアオープン ダブルス ベスト8
  - マレーシアオープン ダブルス ベスト8
  - デンマークオープン ダブルス ベスト8
- 2004年
  - タイオープン ダブルス ベスト8
  - 韓国オープン ダブルス ベスト8
  - アジア選手権大会 ダブルス ベスト8
  - アテネオリンピック ダブルス ベスト16